# Такельс, Брюно
Брюно Такельс (фр.  Bruno Tackels, 27 ноября 1965) — бельгийский писатель, философ искусства, театральный теоретик, критик, эстетик и куратор, педагог, радиоведущий.

## Биография
Защитил диссертацию доктора философии в университете Марка Блока (Страсбург II) под руководством Филиппа Лаку-Лабарта (1994). Специалист по философии Вальтера Беньямина. Преподавал эстетику и историю современного театра в Университете Ренн II (1996—2000). Член редколлегии французского искусствоведческого журнала Mouvement. Ведет ежемесячную передачу «Вокруг сцены» на общественном радио France Culture. Курирует серию «Эссе» в издательстве Les Solitaires intempestifs (Безансон).

## Книги
- Вальтер Беньямин: введение / Walter Benjmain. Une introduction, Presses universitaires de Strasbourg, 1992.
- Не сводя глаз: о современном театре/ A vues. Ecrits sur le théâtre aujourd’hui, Bourgois, 1997.
- Произведение искусства в эпоху Вальтера Беньямина: история ауры / L'Œuvre d’art à l'époque de W. Benjamin. Histoire d’aura, L’Harmattan, 2000.
- Petite introduction à Walter Benjamin, L’Harmattan, 2001.
- Фрагменты влюбленного театра / Fragments d’un théâtre amoureux, Les Solitaires Intempestifs, 2001.
- Avec Gabily, voyant de la langue, suivi d’un entretien avec Didier-Georges Gabily, Actes Sud, 2003.
- Писатели сцены/ Écrivains de plateau, Les Solitaires intempestifs :
  - 1 : Les Castelluci, 2005.
  - 2: François Tanguy et le Théâtre du Radeau, 2005.
  - 3 : Anatoli Vassiliev, 2006.
  - 4 : Rodrigo Garcia, 2007.
  - 5 : Pippo Del Bono, 2009.
- Les voix d’Avignon, 1947—2007: soixante ans d’archives, lettres, documents et inédits. Paris: Seuil; France Culture, 2007.
- Вальтер Беньямин: жизнь в текстах/ Walter Benjamin, une vie dans les textes. Essai biographique, Actes Sud, 2009 (исп. пер. — 2012).